# Тата, Джехангир Ратанджи Дадабхой
Джехангир Ратанджи Дадабхой Тата (англ. Jehangir Ratanji Dadabhoy Tata; 29 июля 1904, Париж, Франция — 29 ноября 1993, Женева, Швейцария) — индийский бизнес-магнат, предприниматель и руководитель Tata Group, пионер авиации в Индии.

## Биография
Родился в семье парсов. Его отец был двоюродным братом Джамшеджи Тата, промышленника и бизнесмена, одного из отцов индустриализации Индии. Поскольку его мать была француженкой, провёл большую часть своего детства во Франции. Получил образование в Лондоне, Японии, Франции и Индии.
После службы во французской армии вернулся в Индию и присоединился к компании Tata.
Познакомился с пионером авиации Луи Блерио и совершил с ним свой первый полёт. В 1929 году стал первым лицензированным пилотом в Индии.
С 1930 года группа Тата под его руководством работала над запуском воздушного сообщения, соединяющего Мумбаи, Ахмадабад и Карачи. Первый полёт по этому плану состоялся в 1932 году, положив начало деятельности компании Tata Aviation Service, преобразованной из Tata Airlines и Air India. Тата был членом совета директоров более 50 лет. За это время Tata Group расширила свою деятельность, включив в неё отрасли по производству химикатов, автомобилей, информационных технологий и чая. Он также широко известен как основатель нескольких отраслей в составе Tata Consultancy Services, Tata Motors, Titan Company, Tata Salt, Air India, Voltas.

## Награды

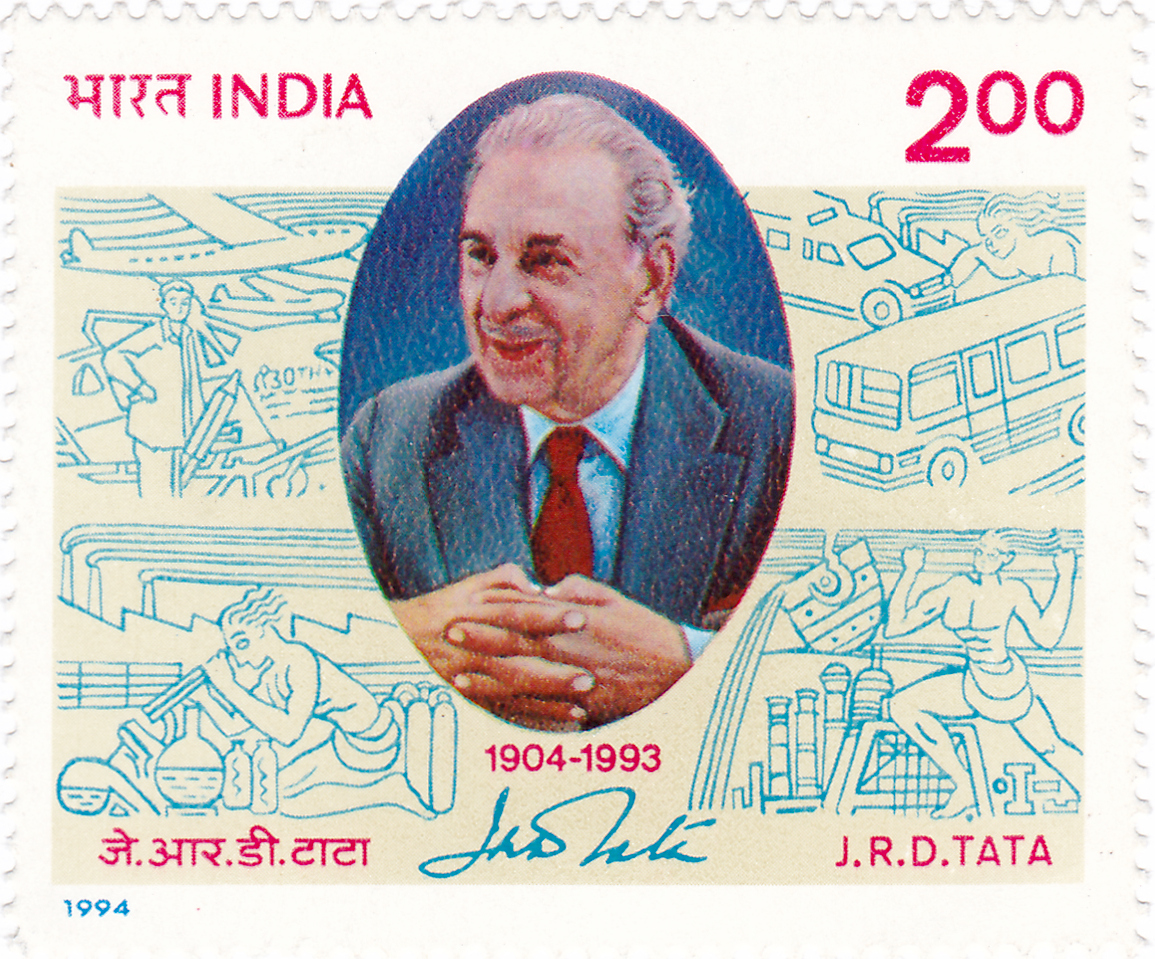
Тата на марке Индии 1994 года

- В 1983 году награждён Орденом Почётного легиона Франции,
- В 1955 и 1992 годах награждён двумя высшими гражданскими наградами Индии — Падма Вибхушан и Бхарат Ратна. Этих наград он был удостоен за вклад в индийскую промышленность.
- Медаль Дэниела Гуггенхайма
- Золотая медаль Бессемера